# Région Montagnes
Pour les articles homonymes, voir Montagne (homonymie).
La région Montagnes ou des Montagnes neuchâteloises est une région statistique du canton de Neuchâtel. Elle compte 10 communes en 2018.

## Histoire
Dans le cadre de la réforme des institutions cantonales adoptée par référendum le 24 septembre 2017, et l'instauration d'une circonscription électorale unique, la région reprend le 1er janvier 2018 le rôle de découpage statistique précédemment dévolu aux anciens districts de La Chaux-de-Fonds et du Locle qui sont supprimés à cette date,,.
Cette région statistique ne doit pas être confondue avec son homonyme du Réseau urbain neuchâtelois créée en 2019, qui recoupe le même périmètre.

## Communes
Voici la liste des communes composant la région avec, pour chacune, sa population.
| Nom                  | N° OFS | Population (décembre 2023) |
| -------------------- | ------ | -------------------------- |
| Les Brenets          | 6431   | +001 031,                  |
| La Brévine           | 6432   | +000615,                   |
| Brot-Plamboz         | 6433   | +000294,                   |
| Le Cerneux-Péquignot | 6434   | +000311,                   |
| La Chaux-de-Fonds    | 6421   | +037 233,                  |
| La Chaux-du-Milieu   | 6435   | +000496,                   |
| La Sagne             | 6423   | +001 068,                  |
| Le Locle             | 6436   | +010 875,                  |
| Les Planchettes      | 6422   | +000198,                   |
| Les Ponts-de-Martel  | 6437   | +001 229,                  |
| Total                | Total  | +051 496,                  |